# 685 هـ
685 هـ هي سنة في التقويم الهجري امتدت مقابلةً في التقويم الميلادي بين سنتي 1286 و1287.

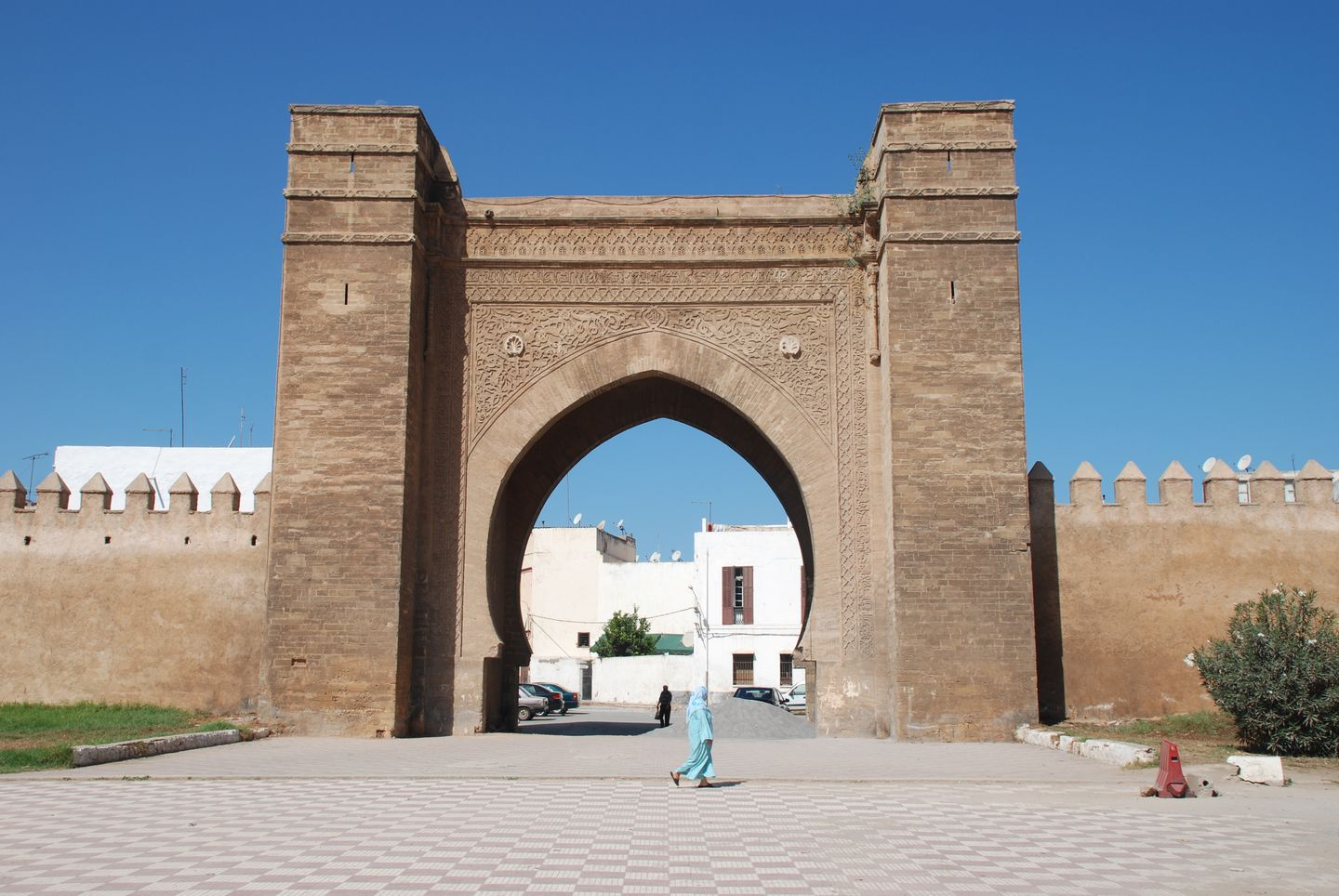
مقام أبو يوسف يعقوب بن عبد الحق

## مواليد
- الأدفوي
- محمد بن سعيد الرعيني

## وفيات
- أبو يوسف يعقوب بن عبد الحق
- ابن القف الكركي
- ابن سعيد المغربي
- عبد الله بن عمر البيضاوي
- عبد الوهاب بن الحسين
- ابن القف